# 抚冥镇
抚冥镇，是中國歷史上南北朝時北魏防衛柔然的六大軍鎮之一。
魏太武帝置抚冥镇，治所在今内蒙古自治区四子王旗西北乌兰花镇东南十六里土城子古城，一说在今武川县西南乌兰花土城子，主要是为防御北边柔然的侵扰。魏孝文帝太和十八年（494年）八月，辛酉，魏孝文帝幸抚冥镇。抚冥镇与柔玄镇、怀荒镇、武川镇、沃野镇、怀朔镇并称六镇，是六镇中从东到西第三镇。北魏后期废。